# Hywel Teifi Edwards
Hywel Teifi Edwards (15 de outubro de 1934 - 4 de janeiro de 2010) foi um acadêmico e historiador galês, e um escritor em língua galesa.